# 厚叶柯
厚叶柯（学名：Lithocarpus pachyphyllus）为壳斗科柯属的植物。分布在缅甸、锡金、尼泊尔、印度以及中国大陆的云南、西藏等地，生长于海拔2,400米至3,200米的地区，见于山地杂木林中，目前尚未由人工引种栽培。

## 异名
- Lithocarpus pachyphyllus (Kurz) Rehd. var. fruticosus A. Camus